# Paul Fourmarier
Paul Fourmarier (La Hulpe, Brabante Valão, 25 de dezembro de 1877 – Liège, 20 de janeiro de 1970) foi um geólogo belga.
Fourmarier foi professor de geologia na Universidade de Liège e secretário-geral da "Sociedade Geológica da Bélgica" em 1908.
Foi laureado com a Medalha de Ouro Penrose de 1952 pela Society of Economic Geologists e com a Medalha Wollaston de 1957 pela Sociedade Geológica de Londres. O mineral Fourmarierita foi nomeado em sua homenagem.
Em sua homenagem foi criada em 1937 a concessão científica Prêmio Paul Fourmarier, uma medalha de ouro concedida pela "Academia Real das Ciências, das Letras e das Belas-Artes da Bélgica" para trabalhos de grande valor no campo das ciências geológicas.

## Obras
- "Hydrogéologie : introduction à l'étude des eaux, destinées à l'alimentation humaine et à l'industrie".  Paris : Masson, 1939.